# مارك أوبري
مارك أوبري هو محاضر كندي، ولد في 24 نوفمبر 1954 في رووان نوراندا في كندا.